# كارل فورد
كارل فورد (بالإنجليزية: Carl Ford)‏ هو عالم سياسة وسياسي أمريكي، ولد في 1943 في هت سبرينغز في الولايات المتحدة. حزبياً، نشط في الحزب الجمهوري.